# Юзеф Шимановський
Юзеф Шимановський (Józef Szymanowski, 19 лютого 1748 — 15 лютого 1801) — польський поет, перекладач, літературний критик часів загибелі Речі Посполитої.

## Життєпис
Походив зі шляхетського роду Шимановських гербу Слєповрон. народився у містечку у Мазовії у 1748 році. Здобув освіту у коледжі піарів Collegium Nobilium (м. Варшава). Після його закінчення опинився у почті князя Августа Олександра Чорторийського. Потім користувався підтримкою сина останнього Адама Казимира.
З 1768 до 1774 року побував у Російській імперії, країнами Священної Римської імперії, Франції, Італії. У 1773 році отримує посаду королівського камергера. У 1778 році обирається членом Сейму. У 1781 році увійшов до скарбничої комісії коронної.
У 1794 році підтримав повстання Костюшки. Очолив відділу юстиції Вищої національної ради. Згодом, у 1800 році, став членом Товариства друзів науки. Помер у Варшаві у 1801 році.

## Творчість
Юзеф Шимановський був теоретиком і творцем нового стилю, автором ідилій, пісень та популярної у сучасників поетичної переробки «Кнідського храму» Ш.Монтеск'є поеми «Храм Венери в Кніді» (1778 рік).
Він також був автором багатьох віршів, переважно неопублікованих, рукописних, 2 перекладів творів Монтеск'є та Вольтера.